# ناظم زاهي
ناظم زاهي ( 1 كانون الثاني 1959 - ) فنان عراقي من مواليد محافظة النجف.

## السيرة الذاتية
في سؤال عن بداياته الفنية كشف الفنان ناظم زاهي عن حياته الفنية والرياضية التي بدأت في منتديات الشباب والرياضة والتي شكر فضلها عليه من خلال تنمية وتطوير مهاراته الرياضية ومن ثم اكتشاف مواهبه الفنية التي اكتشفها أحد الفنانين في إحدى منتديات الشباب والرياضة وهو طالب في المرحلة الابتدائية وكانت له مشاركات وانجازات طيبة في المسابقات الرياضية والمهرجانات الفنية التي نظمتها مديرية الشباب والرياضة آنذاك.

## الأعمال الفنية
1. مسرحية السيدة والخرسان
2. وردة وعذاب واصل[2]
3. مسلسل طلايب أبو احميد
4. مسرحية الحقيقة تحت الرمال
5. مسرحية شعيط ومعيط [3]
6. برنامج فريق المشاكسات